# Kalamon
Kalamon es un cultivar de higuera higo común Ficus carica unífera, de higos de piel color verde claro a amarillo. Se cultiva principalmente en el Peloponeso, Grecia para producción de higo paso (más del 90% de producción de toda Grecia) y una pequeña parte como higo fresco.

## Sinonimia
- „Kalamon σύκα“,
- „Kalamon Sika“,[3]
- „Kalamon Figs“,[5][6]

## Historia
Los cultivares de higo 'Kalamon' y 'Kimis' son dos de los más importantes variedades locales con frutos blancos aptos para la producción de higos secos, aunque ambos cultivares también se consumen en fresco.
El 90% de la producción de higos secos en Grecia se produce en el Peloponeso donde el cultivar 'Kalamon' es el principalmente cultivado.
Recientemente, los agricultores del Peloponeso han mostrado interés para establecer nuevas plantaciones especialmente para la producción de higos frescos (J.A. Karidis, pers. com.).

## Características
Los higos 'Kalamon' son de tipo higo común unífera tienen forma redondeada, de piel de color verde claro a amarillo, una piel fina y delicada y son enormes. La pulpa es de un rojo fresa intenso con muchos jugos de miel y semillas.
Da higos una vez al año y el tiempo de cosecha es de agosto a septiembre. Esta higuera no necesita polinización.

## Cultivo y usos
La mayoría del cultivo de los higos 'Kalamon' se produce en la zona del Peloponeso (áreas de Mesenia, Arcadia, Laconia).
Los higos 'Kalamon' es un higo muy conocido en Grecia y extremadamente dulce.
Sus higos se secan al sol para producir un higo paso de excelente calidad, así como derivados tal como licor de higo. Tiene buen tamaño y buena calidad asimismo para consumo en fresco.

## Variedades de higueras en Grecia
Según un estudio efectuado por el « “S.M. Lionakis Subtropical Plants and Olive Trees Institute”» (La Canea, Creta, Grecia) sobre el estado actual de las variedades de higuera más cultivadas en Grecia para su posible mejora en rendimientos y usos:
| Cultivar                             | N.º de cosechas                                 | Uso                                                                 | Vigencia del cultivo                                                         |
| ------------------------------------ | ----------------------------------------------- | ------------------------------------------------------------------- | ---------------------------------------------------------------------------- |
| Higuera „Kalamon“ blanco             | 1, unífera (agosto a septiembre)                | Secado de los higos para su venta o transformación e higos frescos. | Variedad predominante, plantada sola o en asociación con otros frutales.     |
| Higuera „Kimis“ blanco               | 1, unífera (agosto a septiembre)                | Secado de los higos para su venta o transformación e higos frescos. | Variedad predominante, plantada sola DOP o en asociación con otros frutales. |
| Higuera „Vasiliki White“ blanco      | 1, unífera (agosto a septiembre)                | Autoconsumo de higos frescos.                                       | Muy apreciada con presencia común en las huertas.                            |
| Higuera „Vasiliki Black“ color       | 1, unífera (agosto a septiembre)                | Autoconsumo de higos frescos.                                       | Muy apreciada con presencia común en las huertas.                            |
| Higuera „Votanikou Black“ color      | 2, bífera (mayo a julio y agosto a septiembre)  | Autoconsumo de brevas frescas.                                      | Presencia común en las huertas.                                              |
| Higuera „Argalastis“ blanco          | 1, unífera (agosto a septiembre)                | Autoconsumo de higos frescos.                                       | Presencia común en las huertas.                                              |
| Higuera „Fragasana“ blanco           | 2, bífera (mayo a julio y agosto a septiembre)  | Autoconsumo de higos frescos, tienen buenas aptitudes para secado.  | Presencia común en las huertas.                                              |
| Higuera „Apostoliatika“ blanco       | 2, bífera (junio a julio y agosto a septiembre) | Autoconsumo de higos frescos.                                       | Presente en algunas huertas.                                                 |
| Higuera „Politiko“ blanco            | 1, unífera (agosto a septiembre)                | Autoconsumo de higos frescos o secos.                               | Común, presente en plantaciones de higueras de pasa y en huertas.            |
| Higuera „Livano“ blanco              | 1, unífera (agosto a septiembre)                | Autoconsumo de higos frescos.                                       | Presencia común en las huertas.                                              |
| Higuera „Prasinosikia Lesvou“ blanco | 1, unífera (agosto a septiembre)                | Autoconsumo de higos frescos.                                       | Presente en algunas huertas.                                                 |
| Higuera „Kanates“ color              | 1, unífera (julio a septiembre)                 | Autoconsumo de higos frescos.                                       | Presente en algunas huertas.                                                 |
| Higuera „Delonika Naxou“ blanco      | 1, unífera (octubre)                            | Autoconsumo de higos frescos.                                       | Presente en algunas huertas.                                                 |
| Higuera „Boukia Samou“ color         | 2, bífera (mayo a julio y agosto a septiembre)  | Autoconsumo de higos frescos.                                       | Presente en algunas huertas.                                                 |